# Borostyán (Szlovénia)
Borostyán (korábban Újbeznócz, szlovénül: Novi Beznovci) Búzahely (Beznovci) településrésze egykor önálló falu Szlovéniában, Muravidéken, Pomurska régióban. Közigazgatásilag Battyándhoz tartozik.

## Fekvése
Muraszombattól 15 km-re északnyugatra, a Vendvidéki-dombság (Goričko) területén a Graški-patak jobb partján fekszik. Búzahely falu Óbeznóc részétől 600 méterre északnyugatra találjuk. Egykor a Muravidék legkisebb önálló települése volt.

## Története
A település Óbeznóc szomszédságában keletkezett Újbeznóc néven. A felsőlendvai uradalom váraljakörnyéki kerületének részeként a Széchy család birtoka volt.  1685-ben Széchy Katalinnal kötött házassága révén Nádasdy Ferenc birtoka lett és később is a család birtoka maradt.
Vas vármegye monográfiája szerint " Borostyán, összesen 9 házból és 55 r. kath. és ág. ev. lakosból álló kis vend falu. Postája Vas-Hidegkút, távirója Muraszombat."
1910-ben 54, túlnyomórészt szlovén lakosa volt. A trianoni békeszerződésig Vas vármegye Muraszombati járásához tartozott. 1919-ben átmenetileg a de facto Mura Köztársaság része lett, majd a Szerb–Horvát–Szlovén Királysághoz csatolták, ami 1929-től Jugoszlávia nevet vette fel. A falu önkéntes tűzoltóegylete 1923-ban alakult. 1941-ben átmeneti időre ismét Magyarországhoz tartozott, 1945 után visszakerült jugoszláv fennhatóság alá. 1991 óta a független Szlovénia része.